# El gran Gatsby
El gran Gatsby es una novela de 1925 escrita por el autor estadounidense F. Scott Fitzgerald que sigue a un grupo de personajes que viven en la ciudad ficticia de West Egg en la próspera Long Island, en el verano de 1922. Muchos críticos literarios consideran El Gran Gatsby una de las mejores novelas jamás escritas.
La historia hace referencia principalmente al joven y misterioso millonario Jay Gatsby, su pasión quijotesca y la obsesión por la hermosa ex debutante Daisy Buchanan. Considerada como la obra maestra de Fitzgerald, El gran Gatsby explora los temas de decadencia, idealismo, resistencia al cambio, agitación social y el exceso, creando un retrato de la época del jazz, del art decó y de los locos años veinte que ha sido descrito como una advertencia con respecto al sueño americano.
Publicado por primera vez por Scribner's en abril de 1925, El gran Gatsby recibió críticas mixtas y su venta fue mala; en su primer año, el libro vendió sólo veinte mil copias. Fitzgerald murió en 1940, creyéndose un fracaso. Sin embargo, la novela experimentó un renacimiento durante la Segunda Guerra Mundial, se convirtió en una parte del plan de estudios de la escuela secundaria estadounidense y tuvo numerosas adaptaciones teatrales y cinematográficas en las siguientes décadas. Hoy en día, El gran Gatsby es ampliamente considerado como un clásico de la literatura y un contendiente con el título de «gran novela estadounidense». En 1998, la junta editorial Modern Library lo votó como mejor novela estadounidense del siglo XX y la segunda mejor novela en idioma inglés del mismo período.

## Contexto histórico
Ubicado en la próspera Long Island de 1922, El gran Gatsby ofrece una historia social crítica de los Estados Unidos de los años 1920 dentro de su narrativa. Esa época, conocida por la prosperidad económica sin precedentes, la evolución de la música de jazz, el contrabando y otras actividades criminales, todos estos aspectos están representados plausiblemente en la novela de Fitzgerald. Fitzgerald utiliza estos desarrollos sociales de la década de 1920 para construir a las historias de Gatsby con detalles simples, como los automóviles hasta temas más amplios como las alusiones discretas de Fitzgerald a la cultura del crimen organizado, que era la fuente de la fortuna de Gatsby, Fitzgerald educa a sus lectores acerca de la sociedad estridente de esos años mediante la colocación de una trama atemporal, en la cual es fácil identificarse dentro del contexto histórico de la época.
Las visitas de Fitzgerald a la costa norte de Long Island y su experiencia de asistir a fiestas en mansiones inspiró el entorno de El gran Gatsby. Hoy en día, hay una serie de teorías en cuanto a qué mansión fue la inspiración para el libro. Una posibilidad es Land’s End, una notable mansión en Costa de Oro donde Fitzgerald pudo haber asistido a una fiesta. Muchos de los acontecimientos en la juventud de Fitzgerald son representados en El gran Gatsby. Fitzgerald era un joven de Minnesota y, al igual que Nick, fue educado en una universidad de la elitista Ivy League, Princeton (en el caso de Nick, Yale). Fitzgerald también es similar a Jay Gatsby, al enamorarse durante su permanencia en el ejército, cayó en una vida de decadencia tratando de probarse a sí mismo ante la chica que amaba. Fitzgerald se convirtió en un segundo teniente y estaba estacionado en Camp Sheridan, en Montgomery, Alabama. Allí conoció y se enamoró de una belleza salvaje de diecisiete años llamada Zelda Sayre. Zelda finalmente aceptó casarse con él, pero su preferencia por la riqueza, diversión y el ocio la llevó a retrasar su boda hasta que pudo demostrarse éxito. Al igual que Nick en El gran Gatsby, Fitzgerald encontró este nuevo estilo de vida seductor y emocionante y, al igual que Gatsby, siempre había idolatrado a los ricos. En muchos sentidos, El gran Gatsby de Fitzgerald representa el intento para hacer frente a sus sentimientos contradictorios acerca de la época del jazz. Al igual que Gatsby, Fitzgerald fue impulsado por su amor por una mujer que simboliza todo lo que él quería, incluso mientras esto lo conducía hacia todo lo que despreciaba.
En su libro la gente descuidada: el asesinato, la mutilación y la invención de El gran Gatsby (2013), Sarah Churchwell especula que las partes del final de El gran Gatsby (1925) de F. Scott Fitzgerald se basaron en el caso Hall-Mills. Basada en su búsqueda forense para obtener pistas, afirma que las dos víctimas en el caso del asesinato de Hall-Mills inspiraron a los personajes que fueron asesinados en El gran Gatsby.

## Resumen de la trama
Los principales acontecimientos de la novela se llevan a cabo en el verano de 1922. Nick Carraway, un nativo del Medio Oeste y graduado de Yale, veterano de la Primera Guerra Mundial -que sirve como narrador de la novela- acepta un trabajo en Nueva York como vendedor. Alquila una pequeña casa en Long Island, en el pueblo (ficticio) de West Egg, al lado de la lujosa mansión de Jay Gatsby, un misterioso millonario que organiza fiestas extravagantes, pero no participa en ellas. Nick conduce alrededor de la bahía de East Egg para la cena en la casa de su prima, Daisy Buchanan Fay y su marido Tom, un conocido de la universidad de Nick. Le presentan a Nick a Jordan Baker, una atractiva joven golfista escéptica con la que Nick comienza una relación romántica. Ella le confiesa a Nick que Tom tiene una amante, Myrtle Wilson, que vive en el "valle de las cenizas”, un vertedero industrial entre West Egg y la ciudad de Nueva York cuyos residentes son mayoritariamente de clase trabajadora empobrecida. No mucho tiempo después de esta revelación, Nick viaja a la ciudad de Nueva York con Tom y Myrtle a un apartamento que mantienen clandestinamente para su amorío. En el apartamento, una fiesta vulgar y extravagante se lleva a cabo, pero ésta termina con Tom rompiéndole la nariz a Myrtle después de que ella lo molesta diciendo varias veces el nombre de Daisy.

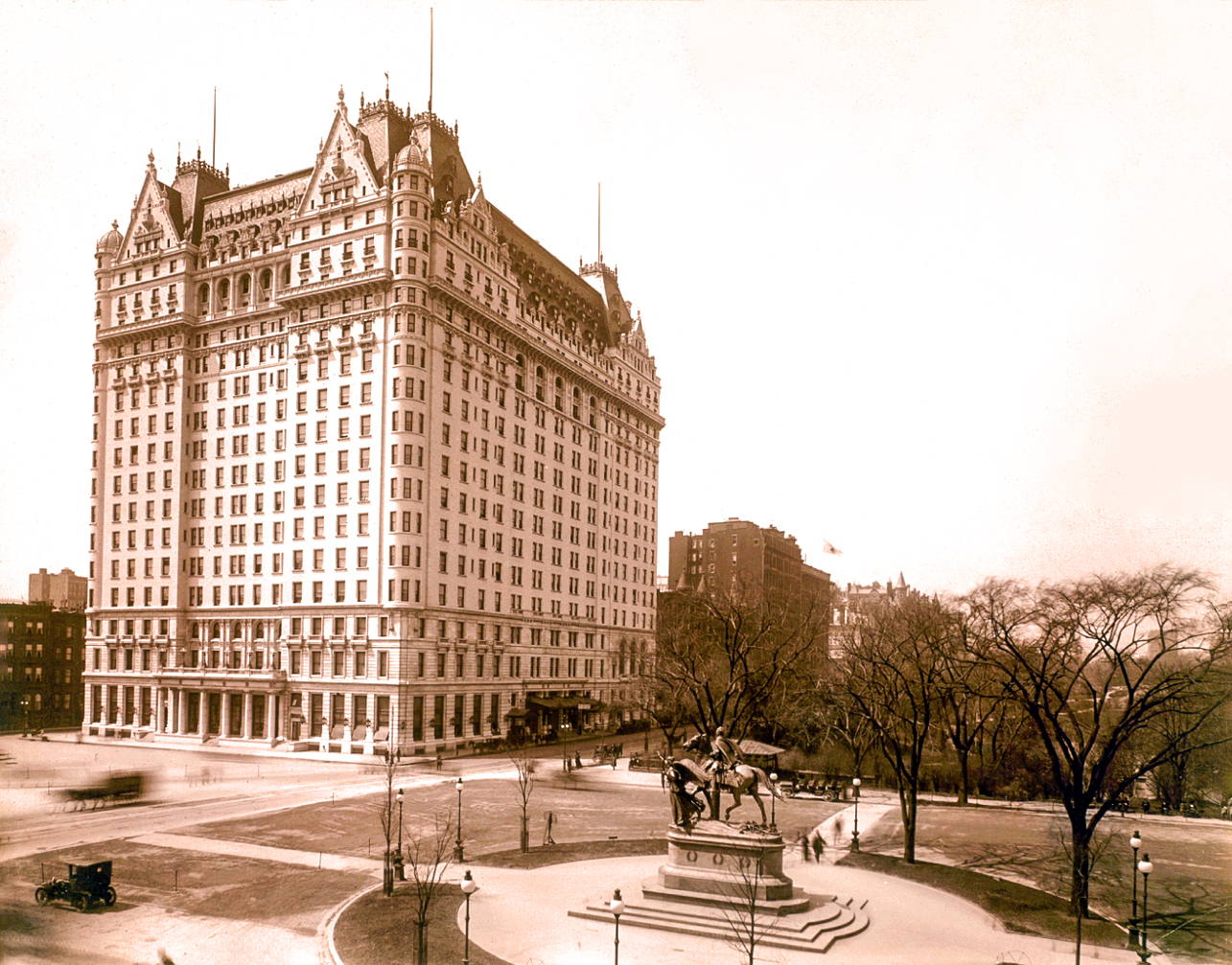
Hotel Plaza a principios de 1920.

A medida que avanza el verano, Nick finalmente recibe una invitación a una de las fiestas de Gatsby. Nick se encuentra en la fiesta con Jordan Baker y se reúnen con Gatsby, un hombre distante y sorprendentemente joven que reconoce Nick de la misma división en la Primera Guerra Mundial. A través de Jordan, más tarde Nick se entera de que Gatsby y Daisy habían tenido un encuentro romántico en 1917 y que él está profundamente enamorado de ella. Se pasa muchas noches mirando hacia la luz verde al final de su muelle, al otro lado de la bahía desde su mansión, con la esperanza de algún día reavivar su romance perdido. El estilo de vida extravagante de Gatsby y sus fiestas salvajes son un intento de impresionar a Daisy con la esperanza de que algún día aparezca de nuevo en su puerta. Gatsby desea que Nick organice una reunión entre él y Daisy. Nick invita a Daisy a tomar el té en su casa, sin decirle que Gatsby también estará allí. Después de una reunión inicialmente torpe, Gatsby y Daisy establecen su conexión. Comienzan una aventura y después de un breve periodo de tiempo, las sospechas de Tom acerca de la relación de su esposa con Gatsby crecen cada vez más. En un almuerzo en la casa de los Buchanan, Daisy habla a Gatsby con tal intimidad disimulada que Tom se da cuenta de que está enamorada de Gatsby. Tom está envuelto en una relación extramatrimonial y aun así se indigna cínicamente por la infidelidad de su esposa. Obliga al grupo a conducir a la ciudad de Nueva York y se enfrenta a Gatsby en una suite en el Hotel Plaza, afirmando que él y Daisy tienen una historia que Gatsby nunca podría entender. Además de eso, le anuncia a su mujer que Gatsby es un criminal cuya fortuna proviene del alcohol de contrabando y otras actividades ilegales. Daisy se da cuenta de que su lealtad es para Tom y, éste despectivamente la envía de vuelta a East Egg con Gatsby, en un intento de demostrar que Gatsby no le puede hacer daño.
Cuando Nick, Jordan, y Tom están en el coche por el valle de cenizas, en su camino a casa, descubren que el coche de Gatsby ha atropellado y matado a la amante de Tom, Myrtle. Nick se entera tarde,a través de Gatsby, que Daisy conducía el vehículo en el momento del accidente, pero Gatsby tiene la intención de cargar con la culpa de todos modos. El marido de Myrtle, George, deduce equivocadamente que el conductor del coche amarillo es el amante secreto que recientemente comenzó a sospechar tiene y se dispone a localizar al dueño. Después de descubrir que el coche amarillo es de Gatsby, llega a la mansión de él donde fatalmente le dispara y luego se suicida. Nick vive las pequeñas etapas del perturbador funeral de Gatsby, termina su relación con Jordan y se mueve al centro del país, desilusionado con el estilo de vida de la Costa Este.

## Personajes principales
- Nick Carraway – un graduado de Yale, veterano de la Primera Guerra Mundial, y en el inicio de la trama, un residente recién llegado a West Egg que tiene 29 años (más tarde 30). También sirve como el narrador en primera persona de la novela. Él es vecino de Gatsby y vendedor de bonos. Es amable, a veces sarcástico, y un tanto optimista, aunque esta última cualidad se desvanece a medida que avanza la novela.
- Jay Gatsby – originalmente James "Jimmy" Gatz) – un misterioso joven millonario con conexiones de negocios turbios (más tarde revela ser un contrabandista), originario de Dakota del Norte. Obsesionado con Daisy Buchanan, una hermosa debutante, de Louisville, Kentucky, a quien había conocido cuando era un joven militar estacionado en Camp Taylor del Ejército en Louisville durante la Primera Guerra Mundial. Fitzgerald se basa en realidad en el Camp Taylor en Louisville, cuando estaba en el ejército y hace varias referencias a Louisville en la novela, incluyendo el hotel Seelbach donde se realizó la fiesta Buchanan de la boda de Tom y Daisy.[15]
- Daisy Fay Buchanan – una atractiva y efervescente, poco profunda y ensimismada, joven de Louisville, Kentucky debutante de la alta sociedad, identificado por siempre estar a la moda.[16] Prima segunda de Nick y la esposa de Tom Buchanan. Se cree que Daisy estaba inspirada en los propios romances juveniles de Fitzgerald con Ginevra King. Daisy tuvo una relación romántica con Gatsby, antes de casarse con Tom. Su elección entre Gatsby y Tom es uno de los conflictos centrales de la novela.
- Thomas "Tom" Buchanan – un millonario que vive en East Egg, y el marido de Daisy. Tom es un hombre imponente por su estructura muscular con una voz "ronca tenor" y comportamiento arrogante. Es una antigua estrella de fútbol en Yale. Buchanan tiene semejanzas con William Mitchell, ciudadano de Chicago que se casó con Ginevra King. Buchanan y Mitchell fueron de Chicago y tenían interés en el polo. Al igual que el padre de Ginevra. Buchanan asistió a la Universidad de Yale y es un supremacista blanco.[17]
- Jordan Baker – intima amiga de Daisy Buchanan, con el cabello "amarillo como la hoja del otoño", un cuerpo atlético firme, y una actitud distante. Ella es la novia de Nick Carraway en la mayor parte de la novela y una golfista aficionada con una reputación ligeramente sombreada y una inclinación por la falta de veracidad. Maxwell Perkins afirma que Jordan se basa en la golfista Edith Cummings, una amiga de Ginevra King.[17] Su nombre es un juego de palabras relacionado con las dos marcas de automóviles entonces populares, Jordan Motor Car Company y el Baker Motor Vehicle, que aluden a la reputación de Jordan "rápida" y con libertad, haciendo también una representación de los estadounidenses, especialmente las mujeres de la década de 1920.[18][19][20]
- George B. Wilson – mecánico y propietario de un garaje. Myrtle Wilson (su mujer) y Tom Buchanan, lo desprecian tanto que lo describen como "tan tonto que no sabe que está vivo." Cuando se entera de la muerte de su esposa, dispara y mata a Gatsby, creyendo erróneamente que había estado conduciendo el coche que mató a Myrtle, y luego se quita la vida.
- Myrtle Wilson – esposa de George, y amante de Tom Buchanan. Myrtle, que posee una vitalidad feroz, está desesperada por encontrar refugio de su matrimonio complaciente, pero por desgracia esto la lleva a su trágico final. Ella murió accidentalmente al ser atropellada por el coche de Gatsby (conducido por Daisy, aunque Gatsby insistía en tomar la culpa del accidente).
- Meyer Wolfshiem – un amigo judío y mentor de Gatsby, descrito como un jugador de la Serie Mundial. Wolfsheim sólo aparece dos veces en la novela, la segunda vez se niega a asistir al funeral de Gatsby. Él es una clara alusión a Arnold Rothstein, un capo del crimen de Nueva York, que fue culpado notoriamente por el escándalo de los Medias Negras al contaminar la Serie Mundial de 1919.[21]

## Escritura y producción
Fitzgerald comenzó a planificar su tercera novela en junio de 1922, pero fue interrumpido por la producción de su obra, The Vegetable, en verano y otoño. La obra fracasó rotundamente, y Fitzgerald trabajó ese invierno en historias de revistas luchando para pagar su deuda causada por la producción. Las historias eran, en sus palabras, "toda la basura y que casi rompió mi corazón", a pesar de incluirse entre las historias "Sueños de invierno", que Fitzgerald más tarde describió como "una especie de primer borrador de la idea Gatsby".
Después del nacimiento de su hijo, los Fitzgerald se trasladaron a Great Neck, Nueva York, en Long Island, en octubre de 1922; la ciudad fue utilizada como el escenario para The Great Gatsby. Los vecinos de Fitzgerald en Great Neck eran destacados y nuevos ricos neoyorquinos como el escritor Ring Lardner, el actor Lew Fields, y el comediante Ed Wynn. Estos habitantes eran considerados "dinero nuevo", a diferencia de los que vinieron de Manhasset Neck o Cow Neck Peninsula, lugares que fueron el hogar de muchas de las familias más ricas establecidas en Nueva York. Esta alusión de la vida real dio a Fitzgerald la idea de "West Egg" y "East Egg". Varias mansiones de la zona sirvieron como inspiración para la casa de Gatsby, como el castillo de Oheka y las Torres Beacon actualmente demolidas.
A mediados de 1923, Fitzgerald había escrito 18,000 palabras de su novela, pero descartó la mayor parte de su nueva historia como una salida en falso, algunas de las cuales reapareció en el 1924 como el cuento "Absolution".
El trabajo del El gran Gatsby comenzó realmente hasta abril de 1924. Fitzgerald escribió en su libro mayor, "Out of woods at last and starting novel." Se decidió alejarse del proceso de escritura de sus novelas pasadas y le dijo a Perkins que la novela iba a ser un "logro artístico consciente " y un "trabajo puramente creativa - sin fantasías de mala calidad como en mis historias, pero con la imaginación sostenida de un mundo sincero y sin embargo radiante. Más tarde, durante la edición añidio que sentía "un enorme poder en mí ahora, más del que nunca he tenido." Poco después de esta explosión de inspiración, el trabajo se desaceleró, mientras que los Fitzgerald se mudaban a la Riviera francesa, donde una grave crisis en su relación personal se desarrolló. Sin embargo, en agosto Fitzgerald tenía dificultades en el trabajo y completó lo que él creyó era su manuscrito final en octubre, envió el libro a su editor, Maxwell Perkins, y al agente, Harold Ober, el 30 de octubre. Los Fitzgerald se trasladaron a Roma para el invierno. Fitzgerald hizo revisiones durante el invierno después de que Perkins le informó en una carta de noviembre que el carácter de Gatsby era "un tanto vago" y la riqueza de Gatsby y negocios, respectivamente, necesitaba "the suggestion of an explanation" y debían ser bosquejados.
El contenido después de unas cuantas rondas de revisión, lo devolvió a las galeras a mediados de febrero de 1925. Las revisiones de Fitzgerald incluyeron una amplia reescritura del Capítulo VI y VIII. A pesar de esto, se negó a una oferta de $ 10,000 por los derechos para una serie con el fin de no retrasar la publicación del libro.

## Título
Fitzgerald tuvo dificultades para elegir un título para su novela y consideró muchas opciones antes de elegir de mala gana El gran Gatsby, un título inspirado por Alain-Fournier Le Grand Meaulnes. Antes de esto, Fitzgerald cambió entre Gatsby; Among Ash-Heaps and Millionaires; Trimalchio; Trimalchio in West Egg; On the Road to West Egg; Under the Red, White, and Blue; Gold-Hatted Gatsby; and The High-Bouncing Lover. Inicialmente prefería títulos que hacen referencia a Trimalción, el nuevo rico en El Satiricón de Petronio e incluso se refiere a Gatsby como Trimalción una vez en la novela: "It was when curiosity about Gatsby was at its highest that the lights in his house failed to go on one Saturday night—and, as obscurely as it had begun, his career as Trimalchio was over."
A diferencia de las espectaculares fiestas de Gatsby, Trimalchio participó en orgías audaces y libidinosas, sirvió de anfitrión, pero de acuerdo con la introducción de Tony Tanner a la edición de Penguin, hay similitudes sutiles entre los dos. En noviembre de 1924, Fitzgerald escribió a Perkins "ahora he decidido seguir conservando el título que puse en el libro... Trimalción en West Egg", pero finalmente fue convencido de que la referencia era demasiado oscura y que la gente no sería capaz de pronunciarlo. Su esposa Zelda y Perkins expresaron su preferencia por el título El gran Gatsby y al mes siguiente Fitzgerald estuvo de acuerdo. Un mes antes de su publicación, después de una revisión final de prueba, se preguntó si sería posible volver al título Trimalchio o a Gold-Hatted Gatsby pero Perkins le recomendó no hacerlo. El gran Gatsby se publicó e 10 de abril de 1925. Fitzgerald comentó que "el título era justo, más malo que bueno".

## Temas
Sarah Churchwell comprende El gran Gatsby como una "advertencia de lo decrépito del sueño americano." La historia trata de la aspiración humana a empezar de nuevo, la política social, su brutalidad y también la traición, de los propios ideales y de las personas. Otros, como el periodista Nick Gillespie, entienden El gran Gatsby como una historia "acerca de la descomposición de las diferencias de clase en la cara de una economía moderna basada no en la condición y posición, sino en la innovación y capacidad de satisfacer las necesidades siempre cambiantes de los consumidores." Esta interpretación afirma que El gran Gatsby captura la experiencia de Estados Unidos porque es una historia sobre el cambio y los que resisten a él; si el cambio se presenta en forma de una nueva ola de inmigrantes (europeos del sur en el siglo XX, los latinoamericanos hoy en día), los nuevos ricos, o las minorías exitosas, es por esto que los estadounidenses desde 1920 hasta hoy en día tienen mucha experiencia con el cambio económico y circunstancias sociales. Como dice Gillespie, "Si bien los términos específicos de la ecuación siempre están cambiando, es fácil ver ecos del conflicto básico de Gatsby entre las fuentes de poder establecidas económica y culturalmente, además de los advenedizos en prácticamente todos los aspectos de la sociedad americana." El comienzo de la narración, además de marcar firmemente el tono y trascendencia de la obra, se ha hecho justamente célebre:

En mis años mozos y más vulnerables mi padre me dio un consejo que desde aquella época no ha dejado de darme vueltas en la cabeza. “Cuando sientas deseos de criticar a alguien” -fueron sus palabras- “recuerda que no todo el mundo ha tenido las mismas oportunidades que tú.” No dijo nada más, pero como siempre nos hemos comunicado excepcionalmente bien, pese a nuestra mutua reserva, comprendí que quería decir mucho más. En consecuencia, soy una persona dada a reservarme todo juicio, hábito que me ha facilitado el conocimiento de gran número de personas singulares, pero que también me ha hecho la víctima de más de un latoso inveterado. La mente anormal es rápida en detectar esta cualidad y apegarse a las personas normales que la poseen... Así que, por haber sido partícipe de las penas secretas de aventureros desconocidos, en la universidad fui acusado injustamente de ser político. Yo no busqué la mayor parte de estas confidencias; a menudo fingía tener sueño o estar preocupado; o, cuando gracias a algún signo inconfundible me daba cuenta de que se avecinaba por el horizonte la revelación de alguna confidencia, mostraba una indiferencia hostil. Y es que las revelaciones íntimas de los jóvenes, o al menos la manera como las formulan, son por regla general plagios o están deformadas por supresiones obvias. Reservarse el juicio es asunto de esperanza infinita. Todavía hoy temo un poco perderme de algo si olvido que, como lo insinuó mi padre en forma por demás pretenciosa, y yo de la misma manera lo repito, el sentido fundamental de la buena educación es inequitativamente repartido al nacer. Y tras vanagloriarme de este modo de mi tolerancia, he de admitir que tiene un límite. La conducta puede estar cimentada en la dura piedra o en el pantano húmedo, pero pasado cierto punto me tiene sin cuidado en qué se funde. Cuando regresé del Este en el otoño sentí deseos de que el mundo estuviera de uniforme y con una especie de eterna vigilancia moral; no quería más excursiones desenfrenadas con atisbos privilegiados al corazón humano. Sólo Gatsby, el hombre que presta su nombre a este libro, Gatsby, el hombre que representaba cuanto he desdeñado desde siempre, estuvo eximido de mi reacción. Si por personalidad se entiende una serie ininterrumpida de gestos exitosos, entonces había algo fabuloso en él, una sensibilidad a flor de piel hacia las promesas de la vida, como si estuviera vinculado a uno de aquellos intrincados aparatos que registran terremotos a diez mil millas de distancia. Esta sensibilidad nada tiene que ver con la amorfa capacidad de impresionarse, que adquiere categoría bajo el nombre de “temperamento creativo"; era, más bien, una extraordinaria disponibilidad para la esperanza, una presteza para el romance que jamás he encontrado en nadie y que probablemente no vuelva a hallar jamás. No... Gatsby resultó bien al final; aquello que lo devoró fue acaso la basura hedionda que flotaba en la estela de sus sueños, que mató por un tiempo mi interés por las congojas intempestivas y las efímeras dichas de los hombres.

Además de explorar las pruebas y tribulaciones de aprovechar el gran sueño americano durante la época del jazz, el gran Gatsby explora como un tema las expectativas sociales de género, ejemplificado en el personaje de Daisy Buchanan la marginación de la mujer en la clase social de East Egg que Fitzgerald representa. Como una clase alta, mujer blanca que vive en East Egg durante este período de tiempo en Estados Unidos, Daisy debe cumplir con ciertas expectativas de la sociedad, incluyendo llenar activamente el papel de esposa sumisa, madre, guardián de la casa y encantadora mundana. A medida que el lector encuentra en la novela muchas de las opciones de Daisy, en última instancia la que culmina en tragedia de la trama y la miseria para todos los implicados, pueden atribuirse, al menos en parte a su papel prescrito como una "pequeña y hermosa tonta" que es totalmente dependiente de su marido para la seguridad financiera y social. Por ejemplo, se podría argumentar que la decisión final de Daisy de permanecer con su marido a pesar de sus sentimientos por Gatsby se puede atribuir a la situación, seguridad y comodidad que su matrimonio con Tom Buchanan ofrece. Además, el tema de la función familiar femenina dentro de El gran Gatsby va de la mano con la de la unidad de la familia ideal asociada con el gran sueño estadounidense - un sueño que se hace realidad para Gatsby y Daisy en la prosa de Fitzgerald.

## Recepción

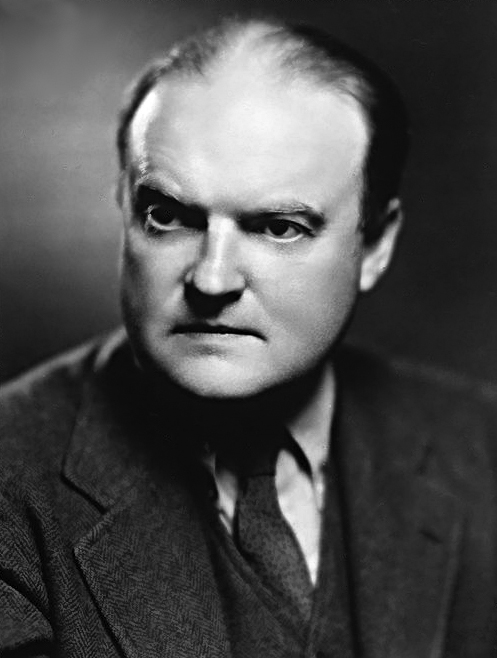
Los esfuerzos del crítico Edmund Wilson contribuyeron a renovar la reputación póstuma de Fitzgerald.

El gran Gatsby fue publicado por Charles Scribner's Sons el 10 de abril de 1925. Fitzgerald llamó a Perkins en el día de la publicación para que supervisara las críticas. Este le informó una «situación de ventas dudosa», en un telegrama el 20 de abril, «[pero] excelentes críticas». Fitzgerald había esperado que la novela fuera un gran éxito comercial, tal vez con una venta de un máximo de 75 000 copias. En octubre, cuando la venta original había llegado a su fin, el libro había vendido menos de 20 000 copias. A pesar de esto, Scribner mantuvo continua la impresión del libro, lo cual llevó a la edición original a la lista de comercio hasta 1946, momento en el cual Gatsby tenía tres formas de impresión y la edición original ya no era necesaria. Fitzgerald recibió cartas de elogio de los contemporáneos T. S. Eliot, Edith Wharton y Willa Cather con respecto a la novela; sin embargo, esta era la opinión privada y Fitzgerald febrilmente exigió el reconocimiento público de los colaboradores y lectores.
El gran Gatsby recibió reseñas mixtas de los críticos literarios de la época. De manera general, la crítica más efusiva y positiva fue la de Edwin Clark, del New York Times. Comentó que era «un libro curioso, místico, una historia de glamour actual». Del mismo modo, Lillian C. Ford de Los Ángeles Times escribió: «[La novela] deja al lector en un estado de ánimo melancólico», llamando al libro «una revelación de la vida» y «una obra de arte». El New York Post llamó al libro «fascinante... con estilo y auténtica brillantez; escrito con seguridad y profundidad». El New York Herald Tribune, empero, no estaba impresionado y se refirió a El gran Gatsby como un «fenómeno puramente efímero, pero contenedor de cuantos pequeños detalles hermosos la observación contemporánea puede imaginar: ligeros, delicados, agudos... Literalmente, un merengue de limón».
El objetivo de Fitzgerald era producir una obra literaria que verdaderamente lo probara ante sí mismo como escritor, y Gatsby no tuvo el éxito comercial de sus dos novelas anteriores, This Side of Paradise y The Beautiful and Damned. Aunque la novela pasó por dos impresiones iniciales, algunas de estas copias permanecieron años más tarde sin ser vendidas. El propio Fitzgerald relacionó las bajas ventas al hecho de que las mujeres tendían a ser la principal audiencia de novelas durante ese tiempo y Gatsby no describía a un personaje femenino admirable. Según su propio libro mayor, ahora disponible en línea por la Universidad de Carolina del Sur, obtuvo sólo dos mil dólares del libro. A pesar de que el año 1926 trajo la adaptación teatral de Owen Davis y la versión de la película muda producida por Paramount, Fitzgerald todavía sentía que la novela no alcanzó el reconocimiento que esperaba y lo más importante, que no le impulsó a convertirse en un novelista serio a los ojos del público. Durante varios años después, el público en general creía que El gran Gatsby era nada más que una pieza de la época nostálgica.

## Adaptaciones

### Ballet
- En 2010, el ballet de Washington estrenó una versión en el centro Kennedy.[58] Se eligió popularmente para hacer una nueva función el siguiente año.[59]
- En 2013, el ballet Northern estrenó una versión de El gran Gatsby en el teatro Leeds Grand Theatre en el Reino Unido, con la coreografía y dirección de David Nixon.[60][61]

### Juegos de computadora
- En 2010, Oberon Media dio a conocer un juego de objetos ocultos ocasional llamado Classic Adventures: El gran Gatsby. El juego fue lanzado en 2012 para iPad.[62]
- En 2011, como homenaje a los viejos juegos de NES, el desarrollador Charlie Hoey y el editor Pete Smith crearon un juego en línea al estilo 8 bits de El gran Gatsby.[63] Jan Crouch, de The New Yorker lo compararon con las aventuras de Tom Sawyer (1989) para la NES.[64]

### Películas
El gran Gatsby ha tenido varias adaptaciones cinematográficas:
- The Great Gatsby (1926), de Herbert Brenon - una película muda de una adaptación teatral, protagonizada por Warner Baxter, Lois Wilson y William Powell. Es un famoso ejemplo de una película perdida. Los comentarios sugieren que puede haber sido la adaptación más fiel de la novela, un tráiler de la película en el Archivo Nacional es todo lo que se sabe que existe.[65] En España se estrenó con el título La dicha de los demás y en Hispanoamérica con el título La ajena felicidad.
- The Great Gatsby (1949), por Elliott Nugent - protagonizada por Alan Ladd, Betty Field, y Shelley Winters; por razones de derechos de autor, esta película no está disponible.[65] En Hispanoamérica se estrenó con el título Grandezas que matan; en España no se estrenó en salas.
- El gran Gatsby (1974), de Jack Clayton - protagonizada por Sam Waterston, Mia Farrow y Robert Redford, con guion de Francis Ford Coppola.[65]
- El gran Gatsby (2000), de Robert Markowitz - una película hecha para la televisión protagonizada por Toby Stephens, Paul Rudd, y Mira Sorvino.
- El gran Gatsby (2013), de Baz Luhrmann - protagonizada por Leonardo DiCaprio, Tobey Maguire, Carey Mulligan y Joel Edgerton.
- Affluenza (2014), una adaptación moderna ubicada entre los adolescentes de Long Island, en medio de la Gran recesión económica de 2008.

### Literatura
- The Double Bind (2007) de Chris Bohjalian hace alusión a los últimos años del matrimonio Daisy y Tom Buchanan, como trabajadora social en el año 2007 investiga la posibilidad de que una persona sin hogar es el hijo de Daisy.[66]
- Great (2014) por Sara Benincasa es una versión moderna de ficción para adultos jóvenes recuento de El gran Gatsby con Gatsby como mujer (Jacinta Trimalchio).[67]

### Ópera
El Metropolitan de Nueva York encargó a John Harbison componer una opera de la novela para conmemorar el 25 aniversario del debut de James Levine. La obra, llamada El gran Gatsby, se estrenó el 20 de diciembre de 1999.

### Teatro
- En julio de 2006, la adaptación de Simón Levy,[69] el único autorizado y con derechos exclusivos por el Fitzgerald Estate, tuvo su estreno mundial en el Teatro Guthrie para conmemorar la apertura de su nuevo teatro, dirigida por David Esbjornson. Fue producido posteriormente por el Seattle Repertory Theatre. En 2012, una versión revisada/ reelaborada se produjo en el Arizona Theatre Company[70] y el Gran Teatro en Londres, Ontario, Canadá.[69]
- El 7 de agosto de 2012, el musical de El gran Gatsby abrió a la cabeza de Kings Theatre, Londres. Un rubí en la producción del polvo, que es adaptada por Joe Evans y Linnie Reedman con música y letras de Joe Evans, dirigida por Linnie Reedman, con Matilda Sturridge como Daisy Buchanan. El espectáculo transferido a Riverside Studios en 2013 con la música orquestada por Chris Walker y puesta en escena musical por el coreógrafo Lee Proud.
- En septiembre de 2015 se anunció que El gran Gatsby se organizó en Londres como el juego Gatsby como un escaparate de la producción exclusivo y limitado en el Teatro de las Artes.[71]